# Истрага над беспрекорним грађанином
Истрага над беспрекорним грађанином (итал. Indagine su un cittadino al di sopra di ogni sospetto) је италијански криминалистички филм из 1970. године редитеља Елиа Петрија, са Ђан Маријом Волонтеом и Флориндом Болкан у главним улогама. Представља психолошку, црнохуморну сатиру о корупцији на високој функцији, прати полицајца који убије своју љубавницу а затим тестира да ли би га полиција оптужила за овај злочин. Филм је у Италији објавио Euro International Pictures 9. фебруара 1970. Освојио је награду жирија на Канском филмском фестивалу 1970. и награду Давид ди Донатело за најбољи филм и најбољу главну глумицу. У Сједињеним Америчким Државама је освојио Оскара за најбољи међународни филм и за најбољи оригинални сценарио. Године 2008. је стављен на листу Министарства културе Италије „100 филмова које треба сачувати”.

## Радња
Недавно унапређени полицијски инспектор под надимком Доктор убија своју љубавницу, а затим прикрива злочин. Поставља трагове како би своје подређене официре усмерио ка низу других осумњичених, укључујући њеног хомосексуалног супруга и студента радикалне левице. Затим ослобађа остале осумњичене и води истражитеље ка себи како би доказао да може да се извуче са било чим, чак и док је под истрагом. На крају признаје злочин пред својим претпостављенима који одбијају да му верују. Сигуран да је безбедан, повлачи признање и добија одобрење полицијског комесара. Открива се да је испитивање у његовом дому секвенца из снова и филм се завршава стварним доласком комесара и других колега.

## Улоге
- Ђан Марија Волонте — Доктор
- Флоринда Болкан — Августа Терзи
- Ђани Сантучо — Полицијски комесар
- Салво Рандоне — Водоинсталатер
- Артуро Доминичи — Мангани
- Алдо Рендине — Никола Панунцио
- Масимо Фоски — Клаудио Терци
- Виторио Дузе — Кан
- Алека Паизи — Кућна помоћница
- Пино Пети — Супервизор прислушкивања
- Ђанфранко Бара — Агент Ђусти